# 新田高平
新田 高平 （にった たかひら、生没年不詳）は、鎌倉時代の武士。藤原泰衡の家臣。通称は新田冠者高平。

## 略歴
文治5年（1189年）泰衡に討たれた源義経の首を酒に漬けて鎌倉へ運び6月13日、源頼朝の首実検に供した。